# Tabu (atriz)
Tabassum Fatima Hashmi (Hyderabad, Telangana, 4 de novembro de 1971), conhecida simplesmente como Tabu, é uma atriz de cinema indiana.
Já atuou em filmes das indústrias Hindi, Tamil, Telugu e Malabar, além de participar de algumas produções em inglês. Ganhou o Prêmio Nacional de Cinema duas vezes e recebeu seis Filmfare Awards. Recebeu o prêmio Padma Shri do governo da Índia em 2011. Conquistou reconhecimento internacional por sua participação no filme americano Life of Pi, onde desempenhou o papel de Gita Patel, mãe do protagonista do filme.

## Biografia

### Primeiros anos
Tabassum Fatima Hashmi nasceu em 4 de novembro de 1971, sendo filha de Jamal Hashmi e Rizwana em uma família muçulmana. Seus pais se divorciaram logo após seu nascimento. Sua mãe era professora e seus avós maternos eram professores aposentados que administravam uma escola. Seu avô, Mohammed Ahsan, era professor de matemática e sua avó era professora de literatura inglesa. Tabassum entrou na St. Anns High School em Hyderabad. Mudou-se para Bombaim em 1983 e estudou no colégio St. Xavier por dois anos.
É sobrinha de Shabana Azmi, Tanvi Azmi e Baba Azmi e a irmã mais nova da atriz Farah Naaz. Fala os idiomas Telugu, Urdu, Hindi e Inglês.

### Carreira
Tabu atuou em várias indústrias cinematográficas na Índia, das quais destacamos produções como Maachis (1996), Kaalapaani (1996), Virasat (1997), Kandukondain Kandukondain (2000), Hu Tu Tu (1999), Astitva (2000), Chandni Bar (2001), Maqbool (2003), Cheeni Kum (2007), Haider (2014), Drishyam (2015) e Andhadhun (2018).
Também desempenhou papéis de liderança e elenco em filmes aclamados pela crítica, como Coolie No.1 (1991), Vijaypath (1995), Ninne Pelladata (1996), Jeet (1996), Saajan Chale Sasural (1996), Border (1997), Chachi 420 (1997), Biwi No.1 (1999), Hum Saath-Saath Hain (1999), Hera Pheri (2000), Fanaa (2006), Jai Ho (2014) e Golmaal Again (2017).
Seus projetos internacionais incluem um papel de liderança no filme de Mira Nair, The Namesake (2007), e um papel no popular filme de Ang Lee, Life of Pi (2012).